# سیریل بارلو
سیریل بارلو (انگلیسی: Cyril Barlow؛ زادهٔ ۲۲ ژانویهٔ ۱۸۸۹) بازیکن فوتبال اهل بریتانیا است.
از باشگاه‌هایی که در آن بازی کرده‌است می‌توان به باشگاه فوتبال منچستر یونایتد اشاره کرد.